# (10000) Myriostos
(10000) Myriostos ist ein Asteroid des Hauptgürtels, der am 30. September 1951 von Albert George Wilson am Palomar-Observatorium entdeckt wurde. Der Asteroid wurde nach dem griechischen Wort für „zehntausend“ benannt. Damit sollen alle Astronomen, die  die Umlaufbahnen von zehntausend Asteroiden sehr genau bestimmten, gewürdigt werden. Es wurde auch die Idee diskutiert, Pluto die Kleinplanetennummer 10000 zuzuweisen, dies wurde aber verworfen und Pluto erhielt im Jahr 2006 die Nummer 134340.